# NGC 5517
NGC 5517 (również PGC 50758 lub UGC 9100) – galaktyka spiralna (Sab), znajdująca się w gwiazdozbiorze Wolarza. Odkrył ją Édouard Jean-Marie Stephan 20 kwietnia 1882 roku. Należy do galaktyk Seyferta typu 2.